# Woud van Anlier
Het Woud van Anlier (Frans:Forêt d'Anlier) is een van de grootste bosmassieven van de Belgische Ardennen. Het bos is 7000 hectare groot en ligt in het zuidoostelijke deel van de Belgische provincie Luxemburg tussen de Ardennen en de Gaume op de grens van de gemeentes Habay, Léglise, Fauvillers en Martelange. De belangrijkste riviertjes in en rond het woud zijn de Rulles, de Anlier en de Sûre. Het loofwoud is Europees beschermd als Natura 2000-gebied (habitatrichtlijngebied en vogelrichtlijngebied  BE34052C0 Forêt d'Anlier) (de grootste Natura 2000-site van Wallonië) en maakt deel uit van het Natuurpark Boven-Sûre Woud van Anlier (Frans:Parc naturel Haute-Sûre Forêt d'Anlier).

## Fauna en flora
Het woud van Anlier bestaat voor 85 procent uit oorspronkelijk loofwoud, met onder andere beuk, zomereik, wintereik, carpinus en esdoorn. In het woud komen dieren voor als edelhert, ree, everzwijn, wilde kat, marter, hermelijn, wezel, grote bonte specht, kleine bonte specht, groene specht, zwarte specht, zwarte ooievaar, buizerd, sperwer, raaf, bosuil, koolmees, pimpelmees, glanskop, matkop, vliegenvanger, taigaboomkruiper, vink, winterkoninkje, beekparelmossel, ingekorven vleermuis, Bechsteins vleermuis.